# Cucumis hastatus
Cucumis hastatus là một loài thực vật có hoa trong họ Cucurbitaceae. Loài này được Thulin mô tả khoa học đầu tiên năm 1991.